# Exit International
Exit International — международная некоммерческая организация, выступающая за легализацию добровольной эвтаназии и ассистированного суицида. Ранее она была известна как Фонд исследований добровольной эвтаназии (VERF Inc.).
Организация Exit International была основана Филипом Ничке в 1997 году после отмены первого в мире закона о добровольной эвтаназии — Закона о правах неизлечимо больных (ROTI), принятого в Северной территории Австралии. Во время действия закона ROTI Ничке стал первым в мире врачом, законно сделавшим добровольную смертельную инъекцию.
По состоянию на 2011 год в организации насчитывалось 3,500 членов. Их средний возраст — 75 лет.

## Деятельность
The Peaceful Pill Handbook, книга, содержащая информацию об ассистированном самоубийстве и добровольной эвтаназии, была опубликована американским отделением организации в 2006 году.
В 2011 году организация Exit International представила первый в Австралии рекламный щит в поддержку эвтаназии на шоссе Хьюм недалеко от Сиднея. Ранее этот проект встретил сопротивление, когда Австралийское бюро рекламных стандартов направило в Exit International письмо, в котором сообщило, что реклама может быть незаконной, поскольку она противоречит законам штатов о помощи или содействии в совершении самоубийства. Exit International успешно парировала, утверждая, что формулировки, использованные на рекламном щите, не выступали за эвтаназию, а лишь ссылались на общественную поддержку этого закона.
До появления билборда компания Exit International разработала телевизионную рекламу в поддержку добровольной эвтаназии, которая должна была выйти на экраны в 2010 году. Толчком к созданию рекламы послужил фрагмент передачи The Gruen Transfer, в котором двум рекламным агентствам было предложено создать рекламу в поддержку эвтаназии, чтобы «продвинуть на рынок не продаваемое». Хотя победившая заявка не могла быть использована Exit International, они наняли выигравшее рекламное агентство. В результате реклама должна была быть показана 12 сентября, но не была показана из-за того, что за два дня до показа разрешение на показ рекламы было отозвано, в качестве причины были названы юридические проблемы, связанные с пропагандой эвтаназии и суицида.
В 2017 году Филип Ничке объявил, что компания Exit International создала приложение для смартфона, которое подключается к инфракрасному спектрометру SCiO и позволяет проверить чистоту нембутала.

## Exit Action
В 2016 году Ничке объявил, что Exit International сформирует подгруппу под названием «Exit Action», которая начнет активные кампании прямого действия, чтобы оказать давление на правительства с целью разрешить неограниченный доступ взрослых к эвтаназии. Вместо того чтобы надеяться, что политики сжалятся и изменят законодательство, «Exit Action» будет создавать онлайн-клубы покупателей препаратов для эвтаназии, независимо от законодательства или разрешения медиков. Ничке заявил: «Exit Action считает, что спокойная смерть и доступ к лучшим препаратам для эвтаназии — это право всех взрослых сознательных людей, независимо от болезни или разрешения врачей».